# بريدراغ باشيتش
بريدراغ باشيتش (مواليد 18 أكتوبر 1958) هو لاعب كرة قدم. يلعب مع منتخب يوغوسلافيا لكرة القدم. سبق له أن لعب في كأس العالم لكرة القدم مع منتخب بلاده.

## مسيرته الكروية
لعب بريدراغ باشيتش خلال مسيرته الاحترافية مع ناديين في ثلاثة عشر موسمًا وسجل خلالها 51 هدفًا ضمن 249 مباراة. ولم يفز بأي موسم بالكأس وفاز في موسم واحد بالدوري.
خاض بريدراغ باشيتش مسيرته مع نادي ساراييفو في موسم 1975–76 ليلعب معه أحد عشر موسمًا، مشاركًا في 203 مباراة سجل خلالها 44 هدفًا. ثم انتقل إلى نادي شتوتغارت في موسم 1985–86 ولمدة موسمين، حيث شارك في 46 مباراة سجل خلالها 7 أهداف.

## روابط خارجية
- بريدراغ باشيتش على موقع IMDb (الإنجليزية)
- بريدراغ باشيتش على موقع بيانات كرة القدم. دي إي (الألمانية)
- بريدراغ باشيتش على موقع ناشيونال فوتبول تيمز (الإنجليزية)